# Икэда, Мицуо
Мицуо Икэда (яп. 池田 三男 Икэда Мицуо, 14 марта 1935 — 12 сентября 2002) — японский борец вольного стиля, олимпийский чемпион.
Мицуо Икэда родился в 1935 году в посёлке Масике на Хоккайдо, окончил Университет Тюо.
В 1956 году на олимпийских играх в Мельбурне Мицуо Икэда стал обладателем золотой медали в весовой категории до 73 кг.